# Миронова улица
Миро́нова улица — улица в Красногвардейском районе Санкт-Петербурга. Начинается от Большеохтинского проспекта и заканчивается тупиком.

## История
Название известно с 1828 года и имеет в составе названия форму краткого притяжательного прилагательного женского рода. Изначально улица проходила от Невы до Среднеохтинского проспекта. Выезд на Среднеохтинский проспект был закрыт в 1958 году при реконструкции квартала. Участок от Невы до Большеохтинского проспекта был упразднён в 1896 году[уточнить].

## Примечательные здания
- Дом № 4 — трёхэтажный дореволюционный флигель[2];
- Дом № 5 — здание было построено до революции и имело три этажа, в 1950-х его надстроили до пяти этажей и переоформили в стиле сталинской архитектуры[2];
- Дом № 6 — двухэтажный особняк 1863 года постройки, арх. Евгений Аникин. В XX веке был надстроен третий этаж[2].

## Транспорт
Ближайшая к Мироновой улице станция метро — «Новочеркасская» 4-й (Правобережной) линии.

## Пересечения
- Большеохтинский проспект